# Roue Tourangelle 2024
La 22e édition de la Roue Tourangelle a eu lieu le 24 mars 2024. Cette course cycliste d'un jour fait partie de la Coupe de France en tant que 5e manche de l'édition 2024.
Elle fait aussi partie du calendrier UCI Europe Tour 2024 en catégorie 1.1 (troisième catégorie mondiale) 
L'épreuve est remportée par Jason Tesson de l'équipe TotalEnergies qui s'impose au sprint devant Gerben Thijssen (Intermarché-Wanty) et Jenthe Biermans (Arkéa-B&B Hotels).

## Présentation

### Parcours
La Roue Tourangelle 2024 se déroule dans le sud du département de l'Indre-et-Loire entre les communes de Descartes et de Tours. Son tracé passe au cœur de la province historique de Touraine d'où elle tire son nom de Tourangelle. La longueur totale du parcours est de 200 kilomètres.
Les coureurs commencent par un départ fictif donné entre Descartes et Neuilly-le-Brignon. Puis ils effectuent une première boucle de 80 kilomètres dans une zone géographique contenue entre Descartes, Betz-le-Château, Preuilly-sur-Claise et Barrou. Ensuite, le parcours entame un tracé de 120 kilomètres. La course part d'abord en direction de Sainte-Maure-de-Touraine, au nord, avant de bifurquer en direction d'Azay-le-Rideau, au nord-ouest, puis finissant sur la ligne d'arrivée à Tours.
Ce parcours est catégorisé comme accidenté. 35 bosses sont grimpées tout au long du parcours. Ce type de tracé promet généralement des courses ouvertes avec des résultats moins prévisibles que des étapes au profil plus plat.

### Équipes
La Roue Tourangelle est classée en catégorie 1.1 de l'UCI Europe Tour. Par conséquent, la course est ouverte aux équipes UCI WorldTeam dans la limite de 50 % des équipes participantes, aux équipes continentales professionnelles, aux équipes continentales et aux équipes nationales.
Quatorze équipes participent à la Roue Tourangelle: cinq WorldTeams, sept ProTeams et six équipes continentales, pour un total de 123 coureurs :
| WorldTeams (5)- Arkéa-B&B Hotels - Cofidis - Decathlon-AG2R La Mondiale - Groupama-FDJ - Intermarché-Wanty ProTeams (7)- Equipo Kern Pharma - Euskaltel-Euskadi - Q36.5 Pro Cycling Team - Team Novo Nordisk - TotalEnergies - Uno-X Mobility - VF Group-Bardiani CSF-Faizané Équipes continentales (6)- CIC U Nantes Atlantique - Myvelo Pro Cycling Team - Nice Métropole Côte d'Azur - Saint Michel-Mavic-Auber 93 - Soudal Quick-Step Devo Team - Van Rysel-Roubaix |
| |

### Principaux coureurs présents
Le vainqueur de l'édition précédente Rory Townsend est au départ de l'édition 2024. Face à lui d'autres favoris sont attendus comme les sprinters Gerben Thijssen, Jenthe Biermans et Jason Tesson ou les baroudeurs Clément Venturini et Alexandre Delettre. Paul Lapeira est aussi désigné favori de la course. Il est actuellement leader de la Coupe de France, depuis ses victoires lors des deux manches précédentes : la Classic Loire-Atlantique 2024 et le Cholet Agglo Tour 2024. Il sera sacré champion de France en juin.

### Diffusion
La Roue Tourangelle est diffusée sur Eurosport et sur France 3 Centre-Val de Loire

## Déroulement de la course
Dès le départ un groupe de cinq coureurs s'échappe du peloton et mènera la quasi totalité de la course en tête. À 50 kilomètres de l'arrivée une chute massive se produit au sein du peloton, impliquant également des motos suiveuses. La course est neutralisée quelques minutes.
L'échappée sera reprise à 10 kilomètres de l'arrivée et la course semble promise à une arrivée au sprint massif. Cependant, l'équipe Decathlon AG2R La Mondiale a décidé de bousculer la course avec Paul Lapeira qui place une première attaque, sans succès, à 6 kilomètres de l'arrivée. Une seconde attaque de Valentin Retailleau se produit à 2 kilomètres de l'arrivée.
Cette attaque sera également sans succès et la course se termina bien au sprint massif. Jason Tesson (TotalEnergies) s'impose devançant Gerben Thijssen (Intermarché-Wanty) et Jenthe Biermans (Arkéa-B&B Hotels).

## Classement de la course
| \| Classement général \| Classement général \| Classement général \| Classement général \| Classement général \| \| Coureur \| Coureur \| Pays \| Équipe \| Temps \| \| ------------------ \| ------------------ \| ------------------ \| ----------------------------- \| ------------------ \| \| 1er \| Jason Tesson \| France \| TotalEnergies \| 4 h 41 min 22 s \| \| 2e \| Gerben Thijssen \| Belgique \| Intermarché-Wanty \| + 0 s \| \| 3e \| Jenthe Biermans \| Belgique \| Arkéa-B&B Hotels \| + 0 s \| \| 4e \| Rory Townsend \| Irlande \| Q36.5 Pro Cycling Team \| + 0 s \| \| 5e \| Clément Venturini \| France \| Arkéa-B&B Hotels \| + 0 s \| \| 6e \| Emmanuel Morin \| France \| Van Rysel-Roubaix \| + 0 s \| \| 7e \| Enrico Zanoncello \| Italie \| VF Group-Bardiani CSF-Faizanè \| + 0 s \| \| 8e \| Francisco Galván \| Espagne \| Equipo Kern Pharma \| + 0 s \| \| 9e \| Matyáš Kopecký \| Tchéquie \| Team Novo Nordisk \| + 0 s \| \| 10e \| Paul Hennequin \| France \| Nice Métropole Côte d'Azur \| + 0 s \| |                   |          |                               |                 |
| |                   |          |                               |                 |
| Source : ProCyclingStats |                   |          |                               |                 |
| Classement général |                   |          |                               |                 |
| Coureur | Coureur           | Pays     | Équipe                        | Temps           |
| 1er | Jason Tesson      | France   | TotalEnergies                 | 4 h 41 min 22 s |
| 2e | Gerben Thijssen   | Belgique | Intermarché-Wanty             | + 0 s           |
| 3e | Jenthe Biermans   | Belgique | Arkéa-B&B Hotels              | + 0 s           |
| 4e | Rory Townsend     | Irlande  | Q36.5 Pro Cycling Team        | + 0 s           |
| 5e | Clément Venturini | France   | Arkéa-B&B Hotels              | + 0 s           |
| 6e | Emmanuel Morin    | France   | Van Rysel-Roubaix             | + 0 s           |
| 7e | Enrico Zanoncello | Italie   | VF Group-Bardiani CSF-Faizanè | + 0 s           |
| 8e | Francisco Galván  | Espagne  | Equipo Kern Pharma            | + 0 s           |
| 9e | Matyáš Kopecký    | Tchéquie | Team Novo Nordisk             | + 0 s           |
| 10e | Paul Hennequin    | France   | Nice Métropole Côte d'Azur    | + 0 s           |

## Attributions des points
La course attribue aux coureurs le même nombre des points pour l'UCI Europe Tour 2024 et le Classement mondial UCI.
| Position           | 1er | 2e | 3e | 4e | 5e | 6e | 7e | 8e | 9e | 10e | 11e | 12e | 13e à 15e | 16e à 25e |
| Classement général | 125 | 85 | 70 | 60 | 50 | 40 | 35 | 30 | 25 | 20  | 15  | 10  | 5         | 3         |

### Classements Coupe de France
L'ordre d'arrivée de l'épreuve détermine le nombre de points attribués pour le classement général individuel de la Coupe de France 2024.
| Position | 1er | 2e | 3e | 4e | 5e | 6e | 7e | 8e | 9e | 10e | 11e | 12e | 13e | 14e | 15e |
| Points   | 50  | 35 | 25 | 20 | 18 | 16 | 14 | 12 | 10 | 8   | 6   | 5   | 3   | 3   | 3   |

Le classement par équipes de la Coupe de France est établi de la manière suivante : on additionne les places des trois premiers coureurs pour définir le score de chaque équipe. Puis les équipes sont classées par score décroissant. L'équipe avec le total le plus faible sera la première et recevra 12 points au classement des équipes, jusqu'à la neuvième équipe qui marquera deux points. Seules les équipes françaises marquent des points.
| Position | 1re | 2e | 3e | 4e | 5e | 6e | 7e | 8e | 9e |
| Points   | 12  | 9  | 8  | 7  | 6  | 5  | 4  | 3  | 2  |

## Liste des participants
| Légende | Légende                                                                    | Légende | Légende                                                    |
| ------- | -------------------------------------------------------------------------- | ------- | ---------------------------------------------------------- |
| Num     | Dossard de départ porté par le coureur sur la Roue Tourangelle             | Pos     | Position à l'arrivée de la course                          |
|         | Indique un maillot de champion national ou mondial, suivi de sa spécialité | NP      | Indique un coureur qui n'a pas pris le départ de la course |
| AB      | Indique un coureur qui n'a pas terminé la course                           | HD      | Indique un coureur qui a terminé la course hors des délais |
| DSQ     | Indique un coureur qui a été disqualifié de la course                      |         |                                                            |

| Q36.5 Pro Cycling Team Q36 | Q36.5 Pro Cycling Team Q36 | Q36.5 Pro Cycling Team Q36 |
| -------------------------- | -------------------------- | -------------------------- |
| Num                        | Coureur                    | Pos                        |
| 1                          | Rory Townsend (IRL)        | 4e                         |
| 2                          | Marcel Camprubí (ESP)      | 30e                        |
| 3                          | Filippo Conca (ITA)        | 96e                        |
| 4                          | Tom Devriendt (BEL)        | 60e                        |
| 5                          | Matteo Moschetti (ITA)     | 97e                        |
| 6                          | Negasi Abreha (ETH)        | 93e                        |

| Intermarché-Wanty IWA | Intermarché-Wanty IWA      | Intermarché-Wanty IWA |
| --------------------- | -------------------------- | --------------------- |
| Num                   | Coureur                    | Pos                   |
| 11                    | Vito Braet (BEL)           | 13e                   |
| 12                    | Alexy Faure Prost (FRA)    | 83e                   |
| 13                    | Alessio Delle Vedove (ITA) | 66e                   |
| 14                    | Baptiste Planckaert (BEL)  | 63e                   |
| 15                    | Gerben Thijssen (BEL)      | 2e                    |
| 16                    | Gijs Van Hoecke (BEL)      | 38e                   |
| 17                    | Dion Smith (NZL)           | 46e                   |

| Arkéa-B&B Hotels ARK | Arkéa-B&B Hotels ARK     | Arkéa-B&B Hotels ARK |
| -------------------- | ------------------------ | -------------------- |
| Num                  | Coureur                  | Pos                  |
| 21                   | Jenthe Biermans (BEL)    | 3e                   |
| 22                   | Florian Dauphin (FRA)    | 16e                  |
| 23                   | Anthony Delaplace (FRA)  | 37e                  |
| 24                   | Thibault Guernalec (FRA) | 40e                  |
| 25                   | Hugh Harvey (AUS)        | 101e                 |
| 26                   | Léandre Lozouet (FRA)    | 61e                  |
| 27                   | Clément Venturini (FRA)  | 5e                   |

| Cofidis COF | Cofidis COF           | Cofidis COF |
| ----------- | --------------------- | ----------- |
| Num         | Coureur               | Pos         |
| 31          | Stefano Oldani (ITA)  | AB          |
| 32          | Eddy Finé (FRA)       | AB          |
| 33          | Alexis Gougeard (FRA) | AB          |
| 34          | Hugo Toumire (FRA)    | 74e         |
| 35          | Axel Mariault (FRA)   | 20e         |
| 36          | Anthony Perez (FRA)   | 26e         |

| Decathlon-AG2R La Mondiale DAT | Decathlon-AG2R La Mondiale DAT | Decathlon-AG2R La Mondiale DAT |
| ------------------------------ | ------------------------------ | ------------------------------ |
| Num                            | Coureur                        | Pos                            |
| 41                             | Paul Lapeira (FRA)             | 14e                            |
| 43                             | Valentin Retailleau (FRA)      | 41e                            |
| 44                             | Andrea Vendrame (ITA)          | AB                             |
| 45                             | Tom Donnenwirth (FRA)          | 103e                           |
| 46                             | Noa Isidore (FRA)              | 102e                           |
| 47                             | Killian Verschuren (FRA)       | 27e                            |

| Groupama-FDJ GFC | Groupama-FDJ GFC    | Groupama-FDJ GFC |
| ---------------- | ------------------- | ---------------- |
| Num              | Coureur             | Pos              |
| 51               | Thibaud Gruel (FRA) | 34e              |
| 52               | Marc Sarreau (FRA)  | 22e              |
| 53               | Matthew Walls (GBR) | 92e              |
| 54               | Ben Askey (GBR)     | 73e              |
| 55               | Ronan Augé (FRA)    | 54e              |
| 56               | Lewis Bower (NZL)   | AB               |
| 57               | Noah Hobbs (GBR)    | 55e              |

| Uno-X Mobility UXM | Uno-X Mobility UXM             | Uno-X Mobility UXM |
| ------------------ | ------------------------------ | ------------------ |
| Num                | Coureur                        | Pos                |
| 61                 | Carl-Frederik Bévort (DEN)     | 32e                |
| 62                 | Fredrik Dversnes (NOR) (route) | 19e                |
| 63                 | Magnus Kulset (NOR)            | 100e               |
| 64                 | Erlend Blikra (NOR)            | 31e                |
| 65                 | Simon Dalby (DEN)              | 79e                |
| 66                 | Marcus Sander Hansen (DEN)     | 64e                |
| 67                 | Anders Skaarseth (NOR)         | 58e                |

| VF Group-Bardiani CSF-Faizanè VBF | VF Group-Bardiani CSF-Faizanè VBF | VF Group-Bardiani CSF-Faizanè VBF |
| --------------------------------- | --------------------------------- | --------------------------------- |
| Num                               | Coureur                           | Pos                               |
| 71                                | Filippo Fiorelli (ITA)            | 12e                               |
| 72                                | Riccardo Lucca (ITA)              | 72e                               |
| 73                                | Filippo Magli (ITA)               | 42e                               |
| 74                                | Martin Marcellusi (ITA)           | 44e                               |
| 75                                | Alessandro Tonelli (ITA)          | 50e                               |
| 76                                | Enrico Zanoncello (ITA)           | 7e                                |
| 77                                | Samuele Zoccarato (ITA)           | 76e                               |

| TotalEnergies TEN | TotalEnergies TEN     | TotalEnergies TEN |
| ----------------- | --------------------- | ----------------- |
| Num               | Coureur               | Pos               |
| 81                | Valentin Ferron (FRA) | 35e               |
| 82                | Fabien Grellier (FRA) | 33e               |
| 83                | Pierre Latour (FRA)   | AB                |
| 84                | Paul Ourselin (FRA)   | 70e               |
| 85                | Julien Simon (FRA)    | 39e               |
| 86                | Jason Tesson (FRA)    | 1er               |
| 87                | Baptiste Vadic (FRA)  | 43e               |

| Equipo Kern Pharma EKP | Equipo Kern Pharma EKP            | Equipo Kern Pharma EKP |
| ---------------------- | --------------------------------- | ---------------------- |
| Num                    | Coureur                           | Pos                    |
| 91                     | Miguel Ángel Fernández Ruiz (ESP) | 94e                    |
| 92                     | Francisco Galván (ESP)            | 8e                     |
| 93                     | Martí Márquez (ESP)               | 81e                    |
| 94                     | Unai Iribar (ESP)                 | 57e                    |
| 95                     | Mikel Retegi (ESP)                | AB                     |
| 96                     | Eugenio Sánchez (ESP)             | 78e                    |
| 97                     | Antonio Jesús Soto (ESP)          | AB                     |

| Euskaltel-Euskadi EUS | Euskaltel-Euskadi EUS          | Euskaltel-Euskadi EUS |
| --------------------- | ------------------------------ | --------------------- |
| Num                   | Coureur                        | Pos                   |
| 101                   | Jon Aberasturi (ESP)           | 25e                   |
| 102                   | Andoni López de Abetxuko (ESP) | 48e                   |
| 103                   | Iker Bonillo (ESP)             | 85e                   |
| 104                   | Unai Zubeldia (ESP)            | 84e                   |
| 105                   | James Fouché (NZL)             | 51e                   |
| 106                   | Nicolás Alustiza (ESP)         | 67e                   |
| 107                   | Unai Cuadrado (ESP)            | 95e                   |

| Team Novo Nordisk TNN | Team Novo Nordisk TNN | Team Novo Nordisk TNN |
| --------------------- | --------------------- | --------------------- |
| Num                   | Coureur               | Pos                   |
| 111                   | Hamish Beadle (NZL)   | 98e                   |
| 112                   | Sam Brand (GBR)       | 90e                   |
| 113                   | Matyáš Kopecký (CZE)  | 9e                    |
| 114                   | Andrea Peron (ITA)    | 77e                   |
| 115                   | Charles Planet (FRA)  | AB                    |
| 116                   | Filippo Ridolfo (ITA) | 89e                   |
| 117                   | Nathan Smith (GBR)    | AB                    |

| Soudal Quick-Step Devo Team SQD | Soudal Quick-Step Devo Team SQD | Soudal Quick-Step Devo Team SQD |
| ------------------------------- | ------------------------------- | ------------------------------- |
| Num                             | Coureur                         | Pos                             |
| 121                             | Bogdan Zabelinskiy (CYP)        | 99e                             |
| 122                             | Andrea Raccagni Noviero (ITA)   | 18e                             |
| 123                             | Federico Savino (ITA)           | AB                              |
| 124                             | Niels Driesen (BEL)             | 52e                             |
| 125                             | Gabriel Berg (FRA)              | 29e                             |
| 126                             | Leander Van Hautegem (BEL)      | 17e                             |
| 127                             | Cormac Nisbet (GBR)             | 62e                             |

| CIC U Nantes Atlantique UCN | CIC U Nantes Atlantique UCN | CIC U Nantes Atlantique UCN |
| --------------------------- | --------------------------- | --------------------------- |
| Num                         | Coureur                     | Pos                         |
| 131                         | Maël Guégan (FRA)           | 11e                         |
| 132                         | Jon Rye-Johnsen (NOR)       | 87e                         |
| 133                         | Pierre-Henry Basset (FRA)   | 49e                         |
| 134                         | Antoine Hue (FRA)           | 68e                         |
| 135                         | Artus Jaladeau (FRA)        | 75e                         |
| 136                         | Matisse Julien (CAN)        | 47e                         |
| 137                         | Robin Plamondon (CAN)       | 91e                         |

| Van Rysel-Roubaix VRR | Van Rysel-Roubaix VRR | Van Rysel-Roubaix VRR |
| --------------------- | --------------------- | --------------------- |
| Num                   | Coureur               | Pos                   |
| 141                   | Rait Ärm (EST)        | 53e                   |
| 142                   | Samuel Leroux (FRA)   | 104e                  |
| 143                   | Thomas Boudat (FRA)   | 69e                   |
| 144                   | Jérémy Leveau (FRA)   | 23e                   |
| 145                   | Kenny Molly (BEL)     | 56e                   |
| 146                   | Emmanuel Morin (FRA)  | 6e                    |
| 147                   | Norman Vahtra (EST)   | 59e                   |

| Nice Métropole Côte d'Azur NMC | Nice Métropole Côte d'Azur NMC | Nice Métropole Côte d'Azur NMC |
| ------------------------------ | ------------------------------ | ------------------------------ |
| Num                            | Coureur                        | Pos                            |
| 151                            | Jonathan Couanon (FRA)         | 45e                            |
| 152                            | Damien Girard (FRA)            | AB                             |
| 153                            | Alexander Konijn (NED)         | 65e                            |
| 154                            | Jean-Louis Le Ny (FRA)         | AB                             |
| 155                            | Paul Hennequin (FRA)           | 10e                            |
| 156                            | Andrea Mifsud                  | 82e                            |
| 157                            | Melvin Crommelinck (FRA)       | AB                             |

| Saint Michel-Mavic-Auber 93 AUB | Saint Michel-Mavic-Auber 93 AUB | Saint Michel-Mavic-Auber 93 AUB |
| ------------------------------- | ------------------------------- | ------------------------------- |
| Num                             | Coureur                         | Pos                             |
| 161                             | Théo Delacroix (FRA)            | 28e                             |
| 162                             | Alexandre Delettre (FRA)        | 15e                             |
| 163                             | Romain Cardis (FRA)             | 21e                             |
| 164                             | Dillon Corkery (IRL)            | 88e                             |
| 165                             | Joris Delbove (FRA)             | 36e                             |
| 166                             | Jérémy Lecroq (FRA)             | 80e                             |
| 167                             | Morne van Niekerk (RSA)         | 24e                             |

| MYVELO Pro Cycling Team MCT | MYVELO Pro Cycling Team MCT | MYVELO Pro Cycling Team MCT |
| --------------------------- | --------------------------- | --------------------------- |
| Num                         | Coureur                     | Pos                         |
| 181                         | Vincent Augustin (GER)      | AB                          |
| 182                         | Jack Morrissey (GER)        | AB                          |
| 183                         | Fabian Huber (GER)          | AB                          |
| 184                         | Lukas Baldinger (GER)       | AB                          |
| 185                         | Timon Loderer (GER)         | 86e                         |
| 186                         | Georg Krause (GER)          | AB                          |
| 187                         | Jakob Schmidt (GER)         | 71e                         |

| Q36.5 Pro Cycling Team Q36 | Q36.5 Pro Cycling Team Q36 | Q36.5 Pro Cycling Team Q36 |
| -------------------------- | -------------------------- | -------------------------- |
| Num                        | Coureur                    | Pos                        |
| 1                          | Rory Townsend (IRL)        | 4e                         |
| 2                          | Marcel Camprubí (ESP)      | 30e                        |
| 3                          | Filippo Conca (ITA)        | 96e                        |
| 4                          | Tom Devriendt (BEL)        | 60e                        |
| 5                          | Matteo Moschetti (ITA)     | 97e                        |
| 6                          | Negasi Abreha (ETH)        | 93e                        |

| Intermarché-Wanty IWA | Intermarché-Wanty IWA      | Intermarché-Wanty IWA |
| --------------------- | -------------------------- | --------------------- |
| Num                   | Coureur                    | Pos                   |
| 11                    | Vito Braet (BEL)           | 13e                   |
| 12                    | Alexy Faure Prost (FRA)    | 83e                   |
| 13                    | Alessio Delle Vedove (ITA) | 66e                   |
| 14                    | Baptiste Planckaert (BEL)  | 63e                   |
| 15                    | Gerben Thijssen (BEL)      | 2e                    |
| 16                    | Gijs Van Hoecke (BEL)      | 38e                   |
| 17                    | Dion Smith (NZL)           | 46e                   |

| Arkéa-B&B Hotels ARK | Arkéa-B&B Hotels ARK     | Arkéa-B&B Hotels ARK |
| -------------------- | ------------------------ | -------------------- |
| Num                  | Coureur                  | Pos                  |
| 21                   | Jenthe Biermans (BEL)    | 3e                   |
| 22                   | Florian Dauphin (FRA)    | 16e                  |
| 23                   | Anthony Delaplace (FRA)  | 37e                  |
| 24                   | Thibault Guernalec (FRA) | 40e                  |
| 25                   | Hugh Harvey (AUS)        | 101e                 |
| 26                   | Léandre Lozouet (FRA)    | 61e                  |
| 27                   | Clément Venturini (FRA)  | 5e                   |

| Cofidis COF | Cofidis COF           | Cofidis COF |
| ----------- | --------------------- | ----------- |
| Num         | Coureur               | Pos         |
| 31          | Stefano Oldani (ITA)  | AB          |
| 32          | Eddy Finé (FRA)       | AB          |
| 33          | Alexis Gougeard (FRA) | AB          |
| 34          | Hugo Toumire (FRA)    | 74e         |
| 35          | Axel Mariault (FRA)   | 20e         |
| 36          | Anthony Perez (FRA)   | 26e         |

| Decathlon-AG2R La Mondiale DAT | Decathlon-AG2R La Mondiale DAT | Decathlon-AG2R La Mondiale DAT |
| ------------------------------ | ------------------------------ | ------------------------------ |
| Num                            | Coureur                        | Pos                            |
| 41                             | Paul Lapeira (FRA)             | 14e                            |
| 43                             | Valentin Retailleau (FRA)      | 41e                            |
| 44                             | Andrea Vendrame (ITA)          | AB                             |
| 45                             | Tom Donnenwirth (FRA)          | 103e                           |
| 46                             | Noa Isidore (FRA)              | 102e                           |
| 47                             | Killian Verschuren (FRA)       | 27e                            |

| Groupama-FDJ GFC | Groupama-FDJ GFC    | Groupama-FDJ GFC |
| ---------------- | ------------------- | ---------------- |
| Num              | Coureur             | Pos              |
| 51               | Thibaud Gruel (FRA) | 34e              |
| 52               | Marc Sarreau (FRA)  | 22e              |
| 53               | Matthew Walls (GBR) | 92e              |
| 54               | Ben Askey (GBR)     | 73e              |
| 55               | Ronan Augé (FRA)    | 54e              |
| 56               | Lewis Bower (NZL)   | AB               |
| 57               | Noah Hobbs (GBR)    | 55e              |

| Uno-X Mobility UXM | Uno-X Mobility UXM             | Uno-X Mobility UXM |
| ------------------ | ------------------------------ | ------------------ |
| Num                | Coureur                        | Pos                |
| 61                 | Carl-Frederik Bévort (DEN)     | 32e                |
| 62                 | Fredrik Dversnes (NOR) (route) | 19e                |
| 63                 | Magnus Kulset (NOR)            | 100e               |
| 64                 | Erlend Blikra (NOR)            | 31e                |
| 65                 | Simon Dalby (DEN)              | 79e                |
| 66                 | Marcus Sander Hansen (DEN)     | 64e                |
| 67                 | Anders Skaarseth (NOR)         | 58e                |

| VF Group-Bardiani CSF-Faizanè VBF | VF Group-Bardiani CSF-Faizanè VBF | VF Group-Bardiani CSF-Faizanè VBF |
| --------------------------------- | --------------------------------- | --------------------------------- |
| Num                               | Coureur                           | Pos                               |
| 71                                | Filippo Fiorelli (ITA)            | 12e                               |
| 72                                | Riccardo Lucca (ITA)              | 72e                               |
| 73                                | Filippo Magli (ITA)               | 42e                               |
| 74                                | Martin Marcellusi (ITA)           | 44e                               |
| 75                                | Alessandro Tonelli (ITA)          | 50e                               |
| 76                                | Enrico Zanoncello (ITA)           | 7e                                |
| 77                                | Samuele Zoccarato (ITA)           | 76e                               |

| TotalEnergies TEN | TotalEnergies TEN     | TotalEnergies TEN |
| ----------------- | --------------------- | ----------------- |
| Num               | Coureur               | Pos               |
| 81                | Valentin Ferron (FRA) | 35e               |
| 82                | Fabien Grellier (FRA) | 33e               |
| 83                | Pierre Latour (FRA)   | AB                |
| 84                | Paul Ourselin (FRA)   | 70e               |
| 85                | Julien Simon (FRA)    | 39e               |
| 86                | Jason Tesson (FRA)    | 1er               |
| 87                | Baptiste Vadic (FRA)  | 43e               |

| Equipo Kern Pharma EKP | Equipo Kern Pharma EKP            | Equipo Kern Pharma EKP |
| ---------------------- | --------------------------------- | ---------------------- |
| Num                    | Coureur                           | Pos                    |
| 91                     | Miguel Ángel Fernández Ruiz (ESP) | 94e                    |
| 92                     | Francisco Galván (ESP)            | 8e                     |
| 93                     | Martí Márquez (ESP)               | 81e                    |
| 94                     | Unai Iribar (ESP)                 | 57e                    |
| 95                     | Mikel Retegi (ESP)                | AB                     |
| 96                     | Eugenio Sánchez (ESP)             | 78e                    |
| 97                     | Antonio Jesús Soto (ESP)          | AB                     |

| Euskaltel-Euskadi EUS | Euskaltel-Euskadi EUS          | Euskaltel-Euskadi EUS |
| --------------------- | ------------------------------ | --------------------- |
| Num                   | Coureur                        | Pos                   |
| 101                   | Jon Aberasturi (ESP)           | 25e                   |
| 102                   | Andoni López de Abetxuko (ESP) | 48e                   |
| 103                   | Iker Bonillo (ESP)             | 85e                   |
| 104                   | Unai Zubeldia (ESP)            | 84e                   |
| 105                   | James Fouché (NZL)             | 51e                   |
| 106                   | Nicolás Alustiza (ESP)         | 67e                   |
| 107                   | Unai Cuadrado (ESP)            | 95e                   |

| Team Novo Nordisk TNN | Team Novo Nordisk TNN | Team Novo Nordisk TNN |
| --------------------- | --------------------- | --------------------- |
| Num                   | Coureur               | Pos                   |
| 111                   | Hamish Beadle (NZL)   | 98e                   |
| 112                   | Sam Brand (GBR)       | 90e                   |
| 113                   | Matyáš Kopecký (CZE)  | 9e                    |
| 114                   | Andrea Peron (ITA)    | 77e                   |
| 115                   | Charles Planet (FRA)  | AB                    |
| 116                   | Filippo Ridolfo (ITA) | 89e                   |
| 117                   | Nathan Smith (GBR)    | AB                    |

| Soudal Quick-Step Devo Team SQD | Soudal Quick-Step Devo Team SQD | Soudal Quick-Step Devo Team SQD |
| ------------------------------- | ------------------------------- | ------------------------------- |
| Num                             | Coureur                         | Pos                             |
| 121                             | Bogdan Zabelinskiy (CYP)        | 99e                             |
| 122                             | Andrea Raccagni Noviero (ITA)   | 18e                             |
| 123                             | Federico Savino (ITA)           | AB                              |
| 124                             | Niels Driesen (BEL)             | 52e                             |
| 125                             | Gabriel Berg (FRA)              | 29e                             |
| 126                             | Leander Van Hautegem (BEL)      | 17e                             |
| 127                             | Cormac Nisbet (GBR)             | 62e                             |

| CIC U Nantes Atlantique UCN | CIC U Nantes Atlantique UCN | CIC U Nantes Atlantique UCN |
| --------------------------- | --------------------------- | --------------------------- |
| Num                         | Coureur                     | Pos                         |
| 131                         | Maël Guégan (FRA)           | 11e                         |
| 132                         | Jon Rye-Johnsen (NOR)       | 87e                         |
| 133                         | Pierre-Henry Basset (FRA)   | 49e                         |
| 134                         | Antoine Hue (FRA)           | 68e                         |
| 135                         | Artus Jaladeau (FRA)        | 75e                         |
| 136                         | Matisse Julien (CAN)        | 47e                         |
| 137                         | Robin Plamondon (CAN)       | 91e                         |

| Van Rysel-Roubaix VRR | Van Rysel-Roubaix VRR | Van Rysel-Roubaix VRR |
| --------------------- | --------------------- | --------------------- |
| Num                   | Coureur               | Pos                   |
| 141                   | Rait Ärm (EST)        | 53e                   |
| 142                   | Samuel Leroux (FRA)   | 104e                  |
| 143                   | Thomas Boudat (FRA)   | 69e                   |
| 144                   | Jérémy Leveau (FRA)   | 23e                   |
| 145                   | Kenny Molly (BEL)     | 56e                   |
| 146                   | Emmanuel Morin (FRA)  | 6e                    |
| 147                   | Norman Vahtra (EST)   | 59e                   |

| Nice Métropole Côte d'Azur NMC | Nice Métropole Côte d'Azur NMC | Nice Métropole Côte d'Azur NMC |
| ------------------------------ | ------------------------------ | ------------------------------ |
| Num                            | Coureur                        | Pos                            |
| 151                            | Jonathan Couanon (FRA)         | 45e                            |
| 152                            | Damien Girard (FRA)            | AB                             |
| 153                            | Alexander Konijn (NED)         | 65e                            |
| 154                            | Jean-Louis Le Ny (FRA)         | AB                             |
| 155                            | Paul Hennequin (FRA)           | 10e                            |
| 156                            | Andrea Mifsud                  | 82e                            |
| 157                            | Melvin Crommelinck (FRA)       | AB                             |

| Saint Michel-Mavic-Auber 93 AUB | Saint Michel-Mavic-Auber 93 AUB | Saint Michel-Mavic-Auber 93 AUB |
| ------------------------------- | ------------------------------- | ------------------------------- |
| Num                             | Coureur                         | Pos                             |
| 161                             | Théo Delacroix (FRA)            | 28e                             |
| 162                             | Alexandre Delettre (FRA)        | 15e                             |
| 163                             | Romain Cardis (FRA)             | 21e                             |
| 164                             | Dillon Corkery (IRL)            | 88e                             |
| 165                             | Joris Delbove (FRA)             | 36e                             |
| 166                             | Jérémy Lecroq (FRA)             | 80e                             |
| 167                             | Morne van Niekerk (RSA)         | 24e                             |

| MYVELO Pro Cycling Team MCT | MYVELO Pro Cycling Team MCT | MYVELO Pro Cycling Team MCT |
| --------------------------- | --------------------------- | --------------------------- |
| Num                         | Coureur                     | Pos                         |
| 181                         | Vincent Augustin (GER)      | AB                          |
| 182                         | Jack Morrissey (GER)        | AB                          |
| 183                         | Fabian Huber (GER)          | AB                          |
| 184                         | Lukas Baldinger (GER)       | AB                          |
| 185                         | Timon Loderer (GER)         | 86e                         |
| 186                         | Georg Krause (GER)          | AB                          |
| 187                         | Jakob Schmidt (GER)         | 71e                         |